# スプートニク25号
スプートニク25号（スプートニク25ごう、ロシア語：Спутник-25、ラテン文字表記の例：Sputnik 25）は、ソビエト連邦（ソ連）が1963年にルナ計画の一環として打上げた無人月探査機。世界初の月面への軟着陸を目指したが、ロケットの故障により月へ向かうことなく失敗に終わった。
アメリカ海軍はスプートニク33号という名前で記録していた。

## 設計
詳細は同型機ルナ9号を参照
スプートニク25号はランダー（着陸機）と飛行ステージという2つのユニットから構成されていた。ランダーは月へ着陸するカプセルで、月面の写真を送信する予定であった。飛行ステージは着陸前に探査機を減速する役目を担っていた。
スプートニク25号の質量は1500 kgであった。

## 飛行
1963年1月4日、スプートニク25号はモルニヤロケットによって、バイコヌール宇宙基地より打上げられた。探査機は地球を周回する軌道に投入され、続いて打上げロケット最上段噴射によって月へ向かう軌道に乗るはずであった。しかしロケットは点火せず、スプートニク25号は月へ向かうことが出来なかった。
軌道高度が低かったこともあり、高層大気の抵抗で探査機周回軌道は急速に縮退し、打上げ翌日の1月5日に大気圏に突入、破壊された。
当時のソ連は世界初の月軟着陸をアメリカに先駆けて成功させようと月探査機を飛ばしていた。スプートニク25号はその最初の1機であった。
スプートニク25号は本来なら「ルナ」の名を与えられるはずであったが、月へ向かう軌道に投入出来なかったため地球周回軌道に留まることとなった。ソ連はこの探査機を地球を周回する人工衛星と偽って発表し、スプートニク25号という名を与えた。ルナ計画機体として打上げられながら、同様の理由でルナの名前を与えられなかったものとして、コスモス60号・コスモス111号・コスモス300号・コスモス305号がある。
また、軌道上の物体を監視しているアメリカ海軍の機関は、この機体を誤ってスプートニク33号という名で記録していた（スプートニク33号という名称の衛星は実際は存在しない）。同時に、本来はスプートニク21号という名称であるべき機体がスプートニク25号という名で記録されていた。